# Selkäsaaret (ö i Finland, Birkaland, Sydvästra Birkaland)
Selkäsaaret är en ö i Finland. Den ligger i sjön Kiikoisjärvi och i kommunen Sastamala i den ekonomiska regionen  Sydvästra Birkaland och landskapet Birkaland, i den sydvästra delen av landet, 190 km nordväst om huvudstaden Helsingfors. Öns area är 0,5 hektar och dess största längd är 90 meter i öst-västlig riktning.  Notera att namnet antyder att det är fråga om flera öar.